# Winter-Asienspiele 2017
Die 8. Winter-Asienspiele waren eine multinationale Sportveranstaltung. Sie fanden vom 19. bis 26. Februar 2017 in Sapporo und Obihiro statt. In Sapporo waren bereits 1986 und 1990 die ersten zwei Winter-Asienspiele ausgetragen worden.

## Teilnehmerländer
An den Winter-Asienspielen 2017 nahmen Sportler aus 32 Ländern teil. Neben 30 asiatischen NOCs waren auch Australien und Neuseeland eingeladen. Sportler des suspendierten Nationalen Olympischen Komitees Kuwait traten als Unabhängige Olympische Athleten unter der Flagge des Internationalen Olympischen Komitees IOC an.
- Australien
- Chinesisch Taipeh
- Hongkong
- Indien
- Indonesien
- Iran
- Japan
- Jordanien
- Kasachstan
- Katar
- Kirgisistan
- Athleten aus Kuwait
- Libanon
- Macau
- Myanmar
- Mongolei
- Nepal
- Neuseeland
- Nordkorea
- Pakistan
- Philippinen
- Singapur
- Sri Lanka
- Südkorea
- Tadschikistan
- Thailand
- Osttimor
- Türkei
- Usbekistan
- Vereinigte Arabische Emirate
- Vietnam
- Volksrepublik China

## Sportarten
- Biathlon (Ergebnisse)
- Curling (Ergebnisse)
- Eishockey (Ergebnisse)
- Eiskunstlauf (Ergebnisse)
- Eisschnelllauf (Ergebnisse)
- Freestyle-Skiing (Ergebnisse)
- Shorttrack (Ergebnisse)
- Ski Alpin (Ergebnisse)
- Skilanglauf (Ergebnisse)
- Skispringen (Ergebnisse)
- Snowboard (Ergebnisse)

## Wettkampfanlagen
- Eröffnungsfeier: Sapporo Dome (Sapporo)
- Biathlon: Nishioka-Biathlonstadion (Sapporo)
- Curling: Sapporo Curling Stadium (Sapporo)
- Eishockey: Tsukisamu-Sporthalle, Mikaho-Sporthalle, Hoshioki Ice Skating Rink (alle in Sapporo)
- Eiskunstlauf: Makomanai-Hallenstadion (Sapporo)
- Eisschnelllauf: Obihiro Forest Speed Skating Oval (Obihiro)
- Freestyle-Skiing: Sapporo Bankei Ski Area (Sapporo)
- Shorttrack: Makomanai-Hallenstadion (Sapporo)
- Ski Alpin: Sapporo Teine (Sapporo)
- Skilanglauf: Shirahatayama Open Stadium (Sapporo)
- Skispringen: Ōkurayama-Schanze, Miyanomori-Schanze (beide in Sapporo)
- Snowboard: Sapporo Teine, Sapporo Bankei Ski Area (beide in Sapporo)
- Schlussfeier: Makomanai-Hallenstadion (Sapporo)

## Medaillenspiegel
| Rang   | Land                | Gold | Silber | Bronze | Total |
| 1      | Japan               | 27   | 21     | 26     | 74    |
| 2      | Südkorea            | 16   | 18     | 16     | 50    |
| 3      | Volksrepublik China | 12   | 14     | 9      | 35    |
| 4      | Kasachstan          | 9    | 11     | 12     | 32    |
| 5      | Nordkorea           | 0    | 0      | 1      | 1     |
| Gesamt | Gesamt              | 64   | 64     | 64     | 192   |